# ヨハネス・ハルトマン

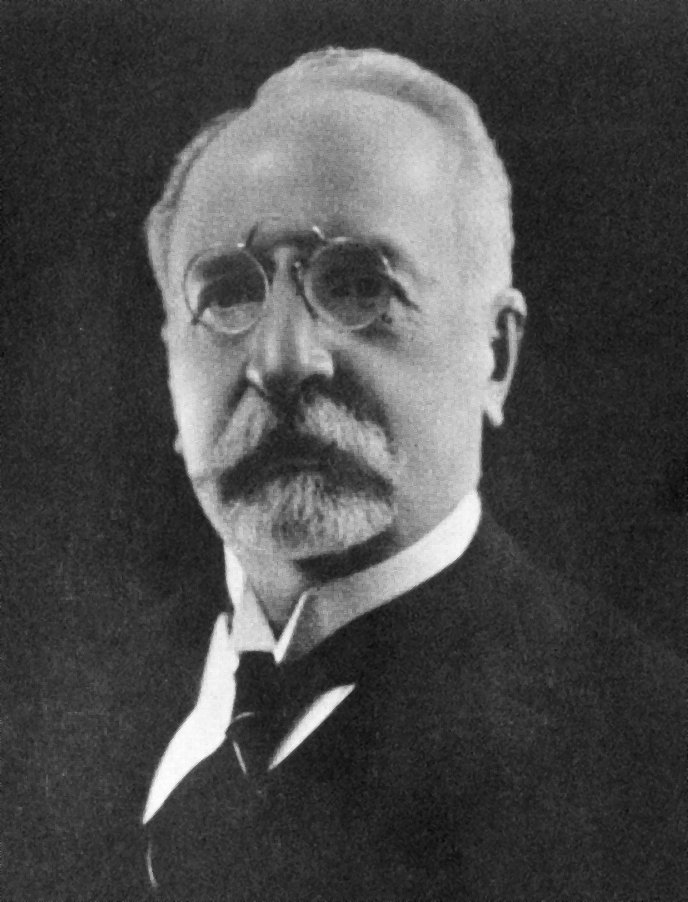
ヨハネス・ハルトマン（1915年頃）

ヨハネス・フランツ・ハルトマン（Johannes Franz Hartmann、アルゼンチン名：ホアン・アルトマン Juan Hartmann、1865年1月11日 - 1936年9月13日）は、ドイツ出身の天文学者。

## 経歴
エアフルトに生まれた。テュービンゲン、ベルリン、ライプツィヒで学び1891年に博士号を得た。1893年にクフナー天文台の助手となり、1894年にライプツィヒに戻り、1896年からポツダム天体物理天文台に勤務、1902年に教授となった。主に恒星の分光学的研究を行い、1904年に連星であるオリオン座δ星のドップラー効果の観測中にカルシウムの静止線を観測し、星間物質の存在を示した。1909年から1921年までゲッティンゲン大学の教授と、天文台長を務めた。1921年からはよりよい観測条件を求めてアルゼンチンに渡り、ラプラタ天文台の所長を務めた。1934年にゲッティンゲンに戻り2年後に没した。
| 965 アンゲリカ        | 1921年11月4日 |
| 1029 ラプラタ         | 1924年4月28日 |
| 1254 エルフォルディア | 1932年5月10日 |

アルゼンチンで3個の小惑星を発見した。アンゲリカは彼の妻の名、エルフォルディアは彼の生地エアフルトのラテン語名に由来する。
月の裏側にあるハルトマン・クレーターは彼に因んで命名された。小惑星 (3341) ハルトマンも彼の名前にちなんでいる。